# Szkoła ewangelicka z kaplicą w Posadzie

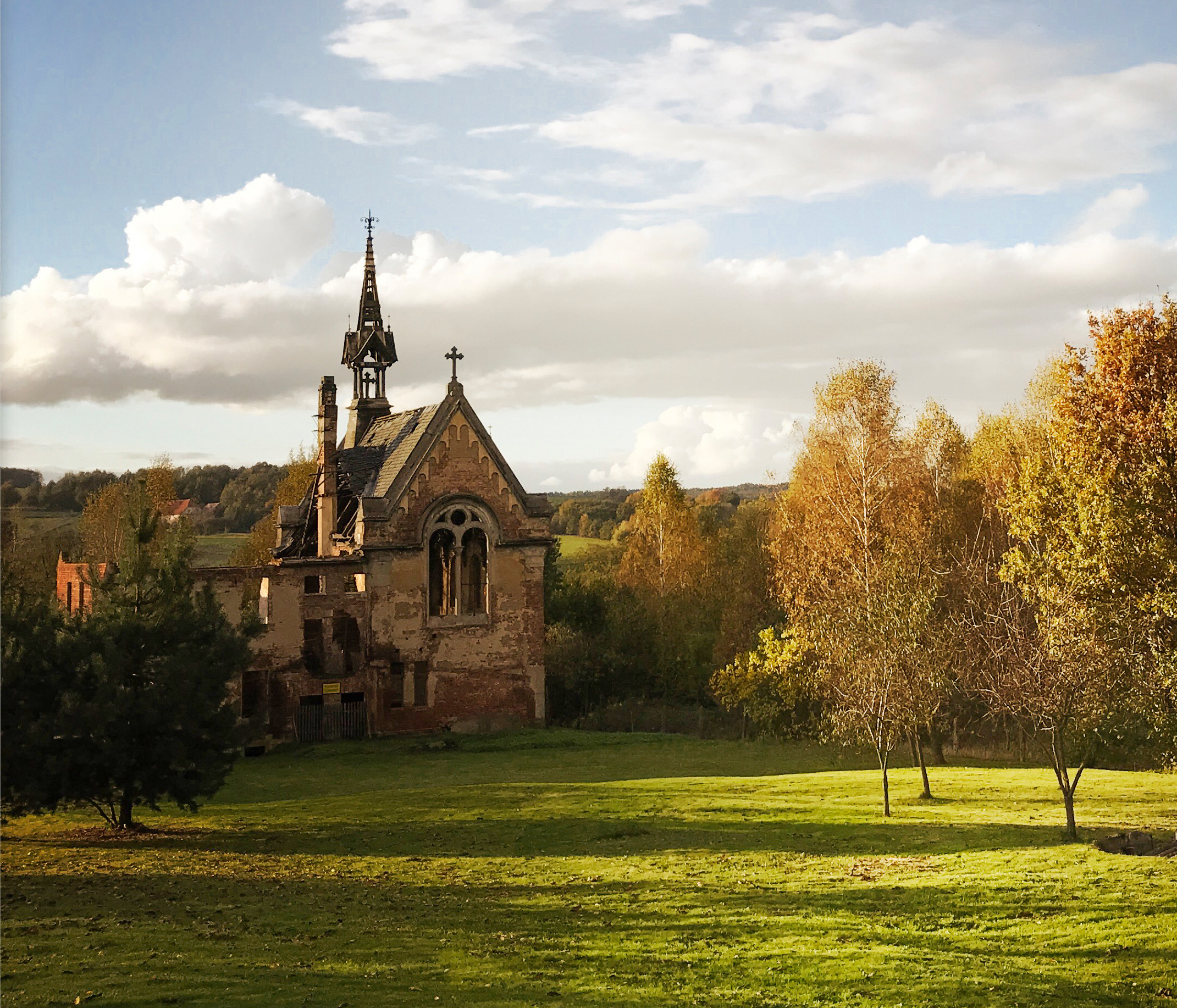

Kaplica i Szkoła Ewangelicka w Posadzie – budynek dawnej kaplicy ze szkołą ewangelicką, położony w Posadzie (dawn. Russdorf), gm. Bogatynia, pow. zgorzelecki, łączący funkcję kaplicy i szkoły. Obiekt wzniesiono w 1898 roku dla gminy ewangelickiej i usytuowano na wzniesieniu, na północnym skraju wsi, w bliskim sąsiedztwie klasztoru Marienthal. Obecnie budynek w znacznej części jest zniszczony i zdewastowany.

## Historia
Przez swoje dzieje, Posada związana była z klasztorem w maryjnym Dole (Marienthal), do którego należała. Oddziela go od niego rzeka Nysa Łużycka. Poprzez związek z klasztorem, wieś miała katolicki charakter. Pod koniec XVIII w. otworzono we wsi szkołę katolicką. W 1875 r. przez Posadę przeprowadzono linie kolejową z Görlitz do Zittau. W niedalekim sąsiedztwie umieszczono kaplicę wraz ze szkołą ewangelicką. Najprawdopodobniej, kaplica znajdowała się na II kondygnacji części północnej, natomiast I kondygnację zajmowała szkoła. W części południowej budynku znajdowała się sień z klatką schodową oraz część mieszkalna.
Najprawdopodobniej w latach 20. XX wieku przeprowadzony był remont obiektu, w wyniku którego pierwotne, większe okna piwnicy zastąpiono mniejszymi, w betonowych opaskach. Świadczą o tym zachowane w elewacji wschodniej ceglane łuki odciążające z małymi otworami. Kaplica była użytkowana do II Wojny Światowej. Następnie przeszła wraz z budynkiem nr 56 w ręce prywatne. Od tego czasu przestała być użytkowana i zaczęła popadać w ruinę. Z relacji świadków wynika, że posiadała wtedy wyposażenie i wystrój wraz z witrażami i ławkami szkolnymi. Usuwanie i pozyskiwanie przez poprzednich właścicieli materiałów konstrukcyjnych takich jak belki stropu czy więźby doprowadziło do zawalenia się części szkolnej.

## Konstrukcja
Zwartą, ukształtowaną przez addycję dwóch części bryłę, założono na rzucie zbliżonym do prostokąta. Część północną, jednoprzestrzenną, mieszcząca kaplicę, zwieńczoną dachem dwuspadowym z sygnaturką, zestawiono z niższą, południową częścią, zawierającą pomieszczenia dawnej szkoły. Pierwotnie koronował ja dach dwuspadowy, usytuowany prostopadle względem dachu nakrywającego kaplicę.
Artykulacje elewacji wyznaczają: kamienny cokół, otwory okienne (prostokątne partii południowej oraz wysokie, zamknięte łukiem pełnym z maswerkiem w części północnej), oraz wyrobione w tynku obramienia okien, gzyms wieńczący, fryz arkadkowy oraz zachowane częściowo pilastry opinające naroża. 
Ściany posadowione na fundamencie z dużych, regularnie kładzionych ciosów kamiennych, murowane z cegły ceramicznej pełnej o wątku krzyżowym, sklepienia ceglane. Ściany obustronnie tynkowane tynkami cementowo - wapiennymi. Detal architektoniczny wyrobiony w tynku (obramienia otworów okiennych i drzwiowych, pilastry, fryzy). Sygnaturka oraz facjatki o konstrukcji drewnianej z dekoracyjnym opracowaniem detalu. Obramienia otworów piwnicy wtórnie odlewane z betonu.
Prosta dyspozycja wnętrza wynika z układu i formy poszczególnych partii budowli. Wnętrze kaplicy nakrywało, obecnie zachowane fragmentarycznie, drewniane sklepienie krążynowe, oparte na wspornikach, z pełniącą również dekoracyjną funkcję półotwartą więźbą dachową o wieszarach wzmocnionych stalowymi, ozdobnie opracowanymi podciągami.
Budynek kaplicy i szkoły nie jest użytkowany i obecnie znajduje się w bardzo złym stanie technicznym. Brak jest m.in. stolarki, schodów, części elementów dekoracyjnych, nad częścią południową brak dachu, więźby i stropów, więźba dachowa kaplicy pozbawiona części elementów konstrukcyjnych. Obiekt nadal posiada jednak zachowaną charakterystyczną bryłę, oryginalne elementy wystroju architektonicznego oraz układ wnętrza. Dzięki tym cechom, wyróżnia się w krajobrazie Posady, będąc istotnym elementem układu ruralistycznego miejscowości i jej dominantą.
Kaplica ze szkołą ewangelicką doskonale wkomponowuje się w krajobraz miejscowości i jest jednocześnie materialnym świadectwem przeszłości tego regionu, istotnym elementem lokalnej tożsamości kulturowej. Stanowi znamienny element krajobrazu Pogórza Izerskiego o dużych wartościach historycznych, naukowych, artystycznych oraz krajobrazowych, w związku z czym jego zachowanie i ochrona leżą w interesie społecznym.
Na mocy decyzji Dolnośląskiego Wojewódzkiego Konserwatora Zabytków we Wrocławiu z dnia 24 kwietnia 2013 roku, obiekt wpisano do rejestru zabytków województwa dolnośląskiego.